# Força Aérea Brasileira
Força Aérea Brasileira (FAB) é o ramo aeronáutico das Forças Armadas do Brasil sendo uma das três forças que compõem a defesa externa do Brasil. A FAB foi formada quando os ramos aéreos do Exército e da Marinha foram fundidos em uma força militar única. Ambos os ramos de ar transferiram seus equipamentos, instalações e pessoal para a nova força armada.
Formalmente, o Ministério da Aeronáutica foi fundado em 20 de janeiro de 1941 e o seu ramo militar foi chamado "Forças Aéreas Nacionais", alterado para "Força Aérea Brasileira" (FAB) em 22 de maio daquele ano. Os ramos aéreos do Exército ("Aviação Militar") e da Marinha ("Aviação Naval") foram extintos e todo o pessoal, aeronaves, instalações e outros equipamentos relacionados foram transferidos para a FAB.
A Força Aérea Brasileira obteve seu batismo de fogo durante a Segunda Guerra Mundial participando da guerra antissubmarino no Atlântico Sul e, na Europa, como integrante da Força Expedicionária Brasileira que lutou ao lado dos Aliados na frente italiana.
De acordo com o Flight International e do Instituto Internacional de Estudos Estratégicos, a FAB tem uma força ativa de 77 454 militares e opera em torno de 627 aeronaves, sendo a maior força aérea do hemisfério sul e a segunda na América, após a Força Aérea dos Estados Unidos.

## História

### Primórdios
O Exército Brasileiro foi o primeiro a demonstrar interesse em atividades aeronáuticas para fins militares. Sob a inspiração do Marechal Hermes da Fonseca, a força terrestre procurou desenvolver uma aerostação militar, para fins de reconhecimento de territórios. Porém, logo no primeiro voo de balão militar no Brasil, em 20 de maio de 1908, o tenente Juventino Fernandes da Fonseca veio a falecer em decorrência de um acidente, levando o Exército a desistir de prosseguir com seus planos de uso desse tipo de artefato. Os primeiros voos de aviões foram realizados no Brasil em 1910. No dia 14 de outubro de 1911, foi criado o "Aero-Club Brasileiro", com a participação de vários entusiastas, tanto civis como militares, tendo Alberto Santos Dumont como seu presidente honorário. O aeroclube organizou de imediato uma campanha nacional a fim de levantar fundos para permitir a fundação de uma escola de aviação. Essa iniciativa, no entanto, foi bastante prejudicada pelas dificuldades em se obter aviões, material de manutenção e, principalmente, instrutores de pilotagem e de mecânica aeronáutica. Frente aos avanços de outras Armadas, a Marinha do Brasil, por sua vez, resolve, em 1916, criar seu próprio serviço de aviação.

### Criação
A criação da Força Aérea Real (Reino Unido) em 1918, da Força Aérea Italiana (Regia Aeronautica) e da Força Aérea da França durante a década de 1920, levou a ideia de unir o poder aéreo brasileiro sob a mesma organização. Juntamente com esses eventos, os estrategistas brasileiros também foram influenciados pelas teorias de Giulio Douhet, Billy Mitchell e Hugh Montague Trenchard.
Após o final da Primeira Guerra Mundial, as escolas de aviação brasileiras continuavam formando pilotos, porém em menor número, já que o orçamento era reduzido. Em 1921, o governo federal determinou a estruturação da defesa do litoral, com o estabelecimento de duas linhas, sendo uma pelo interior e outra ao longo da costa litorânea, ligando o Rio de Janeiro e a região sul do país. Já em 1922, foram criados as bases de operação da aviação naval no Rio de Janeiro (atual Base Aérea do Galeão) e em Santos (atual Base Aérea de Santos). No mesmo ano, foram criadas as primeiras bases de operação no sul do país, em Santa Maria (atual Base Aérea de Santa Maria) e em Alegrete, onde foi desativada pouco tempo depois.
A década de 1920 foi marcada por inúmeros movimentos de contestação à política oligárquica praticada pelo governo federal, fruto dos interesses políticos das classes dominadoras dos estados de São Paulo e Minas Gerais, além do revezamento na presidência da República com a política do café com leite, trouxe descontentamento aos demais estados brasileiros, principalmente aos militares. Com isso, surgiu um movimento denominado Tenentismo, o qual causou diversas rebeliões entre os militares de médio e alto escalão do Exército Brasileiro e da Marinha do Brasil.
O primeiro manifesto público para criar um serviço aéreo militar integrado surgiu em 1928, quando o então major do exército Lysias Augusto Rodrigues escreveu um artigo chamado Uma necessidade premente: o Ministério do Ar. Dois anos mais tarde, a Missão Militar Francesa, que estava auxiliando o Exército Brasileiro, deu os primeiros passos para organizar uma força aérea nacional. A ideia recebeu maior apoio quando um grupo de aviadores brasileiros vieram da Itália em 1934 e mostraram as vantagens de ter uma aviação militar unificada. Além disso, a Revolução Espanhola e os primeiros movimentos da Segunda Guerra Mundial no final dos anos 1930 mostraram a importância do poder aéreo para as estratégias militares.
Ambas as aviações militares brasileiras, na década de 1930, criaram correios aéreos. Em 12 de junho de 1931, o Curtiss Fledgling da Aviação Militar, pilotado pelos tenentes Casimiro Montenegro Filho e Nelson Freire Lavenère Wanderley, transportaram a primeira mala postal entre as cidades de Rio de Janeiro e São Paulo, onde enfrentaram diversas dificuldades, como um vento de frente, que reduziu a velocidade para 80 quilômetros por hora, aumentando a duração da viagem em duas horas. Ao chegarem a São Paulo, após cinco horas e meia de voo partindo do Campo dos Afonsos, já era noite e, com as luzes da cidade, foi impossível localizar o Aeroporto Campo de Marte, por isso eles aterrissaram na pista do Jockey Club da Mooca (atual Jockey Club de São Paulo). Em apenas seis meses de voos, as rotas já cobriam 1 731 quilômetros, e haviam sido transportados 340 kg de correspondência, além de formar 37 pilotos com experiência em voos de longa distância.
Um dos principais defensores do plano para criar uma força aérea independente foi o então presidente Getúlio Vargas. Ele organizou um grupo de estudos no início de 1940 e toda a estrutura do Ministério da Aeronáutica foi criada no final desse ano. Esta nova agência governamental era a responsável por todos os aspectos da aviação civil e militar, incluindo regulação, infraestrutura e organização.

### Segunda Guerra Mundial

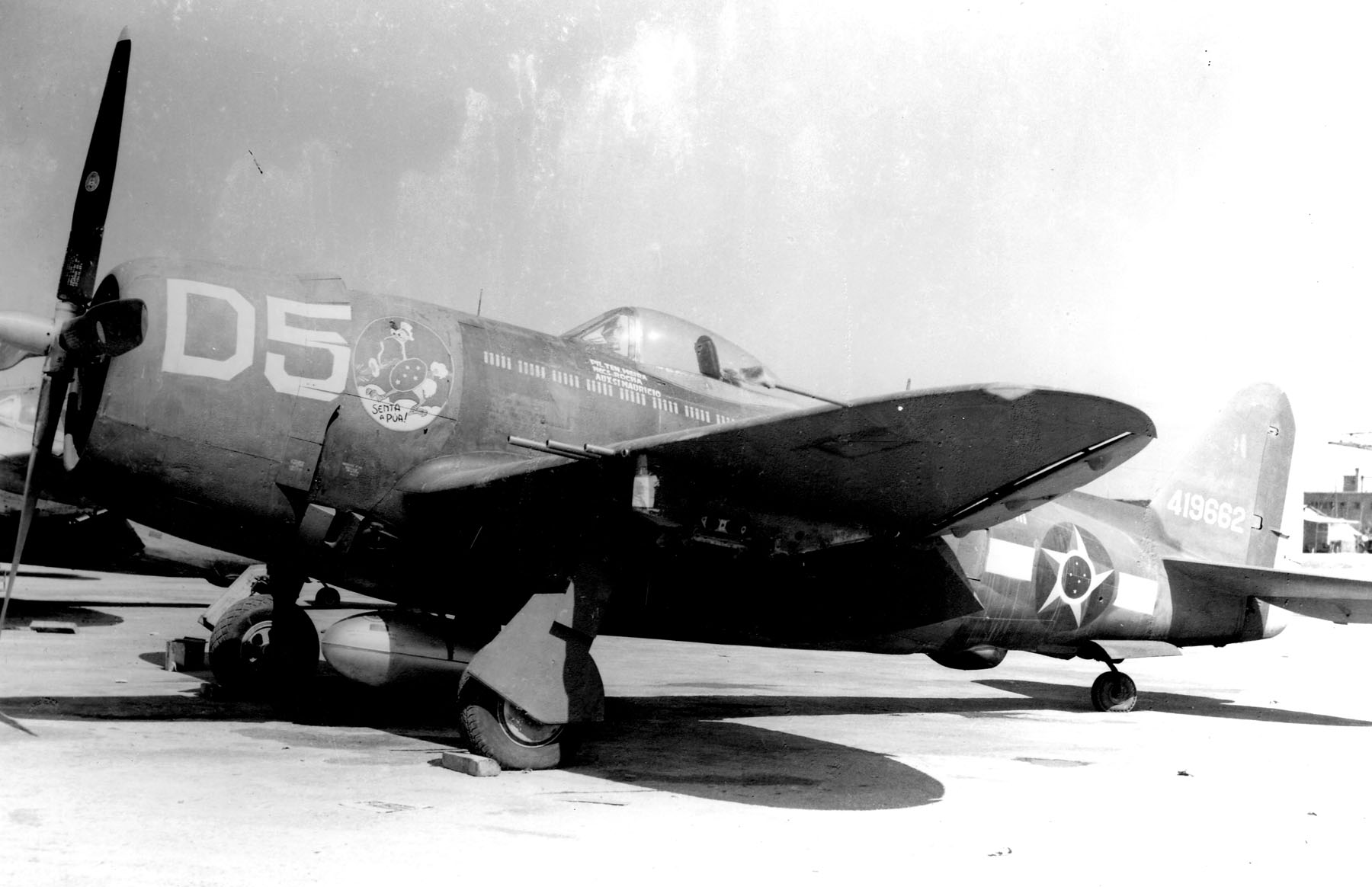
1º GAvCa. Republic P-47 Thunderbolt levava o emblema "Senta a pua!" no nariz juntamente com a insígnia nacional do Brasil.

Em janeiro de 1941, os acontecimentos na Europa em decorrência da Segunda Guerra Mundial levaram o governo brasileiro a centralizar em um único comando as operações aéreas das Forças Armadas do Brasil, criando o Ministério da Aeronáutica, que foi fundado em 20 de janeiro de 1941 e o seu ramo militar foi inicialmente denominado como "Forças Aéreas Nacionais", alterado para "Força Aérea Brasileira" pelo decreto-lei nº 3 302, de 22 de maio de 1941. Os ramos aéreos do Exército e da Marinha foram extintos e todo o pessoal, aeronaves, instalações e outros equipamentos relacionados foram transferidos para a FAB.
Com a extinção das aviações militar e naval, a Força Aérea Brasileira herdou 430 aviões de 35 modelos diferentes, todos obsoletos, os quais não permitiriam confrontar potências da guerra, como a Alemanha e União Soviética, o Brasil adquiriu novas aeronaves dos Estados Unidos, através de um acordo de empréstimo e arrendamento, com os primeiros Curtiss P-36 Hawk chegando ao Brasil em 1942. No dia 22 de agosto de 1942, após vários navios brasileiros terem sido torpedeados e afundados, o Brasil declarou guerra a Alemanha e a Itália. Foram montados comboios navais e unidades aéreas da FAB e da Marinha dos Estados Unidos para patrulhar os mares brasileiros, para proteger o país da ameaça submarina alemã. Ao final de 1942, o governo brasileiro decidiu enviar unidades militares para lutar ao lado das nações aliadas na Europa. A Força Expedicionária Brasileira foi composta por setores de infantaria, unidades de artilharia e de um componente aéreo, formado pelo 1º Grupo de Aviação de Caça (1º GAvCA) e pela 1ª Esquadrilha de Ligação e Observação (1ª ELO). Essas unidades chegaram à Itália em 1944 e lutaram juntamente ao Exército e Força Aérea dos Estados Unidos.

### Pós-Segunda Guerra e Guerra Fria

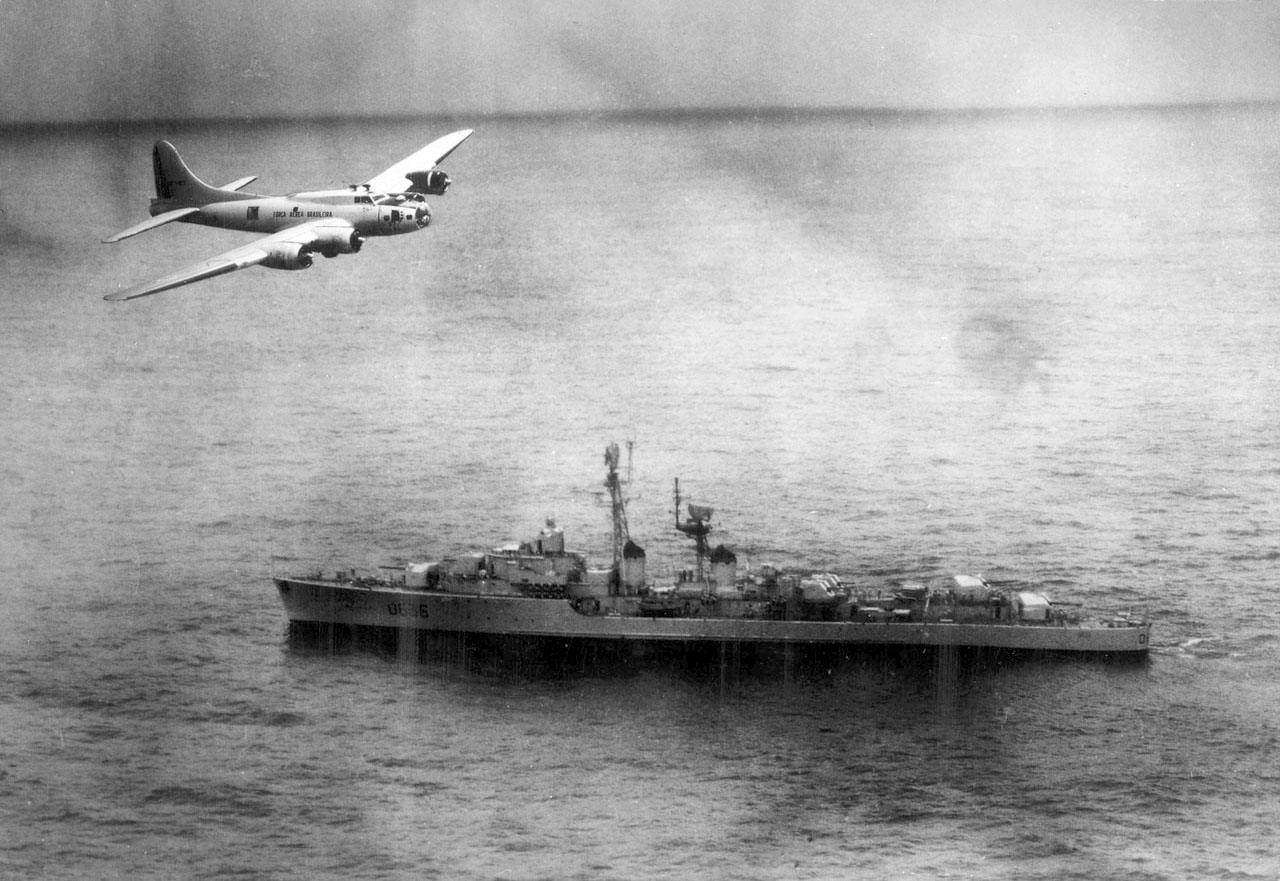
Um Boeing B-17 da FAB voa sobre o navio de guerra francês Tartu (D636), ao largo da costa do Brasil em 1963, durante a Guerra da Lagosta.

Após a Grande Guerra, a FAB começou a voar com o caça a jato britânico Gloster Meteor. Os jatos foram comprados dos britânicos por 15 000 toneladas de algodão bruto, como o Brasil não tinha reservas em moeda estrangeira de sobra. O jato foi operado pela FAB até meados dos anos 1960, quando foi substituído pelo F-80C e TF-33A, que mais tarde foram substituídos pelos jatos MB-326, Mirage III e Northrop F-5.
Durante a Guerra Fria, a República brasileira estava alinhada com os Estados Unidos e a OTAN. Isto significava que os F-5 podiam ser comprados mais baratos dos Estados Unidos, que chamavam este jato o "Freedom Fighter". Muitos outros países, como México, também se beneficiaram desta política.
A Embraer (Empresa Brasileira de Aeronáutica, Aeronáutica brasileira Co.) tem suas origens como uma empresa diretamente gerida e promovida pela FAB. Trabalhando com empresas italianas, desenvolveu o avião de ataque AMX nova (conhecida localmente como A-1) que constitui a espinha dorsal da força de ataque da FAB. O bem-sucedido Tucano T-27 e o avião de ataque "A-29", fabricados pela Embraer, também são amplamente utilizados pela FAB.

### Século XXI

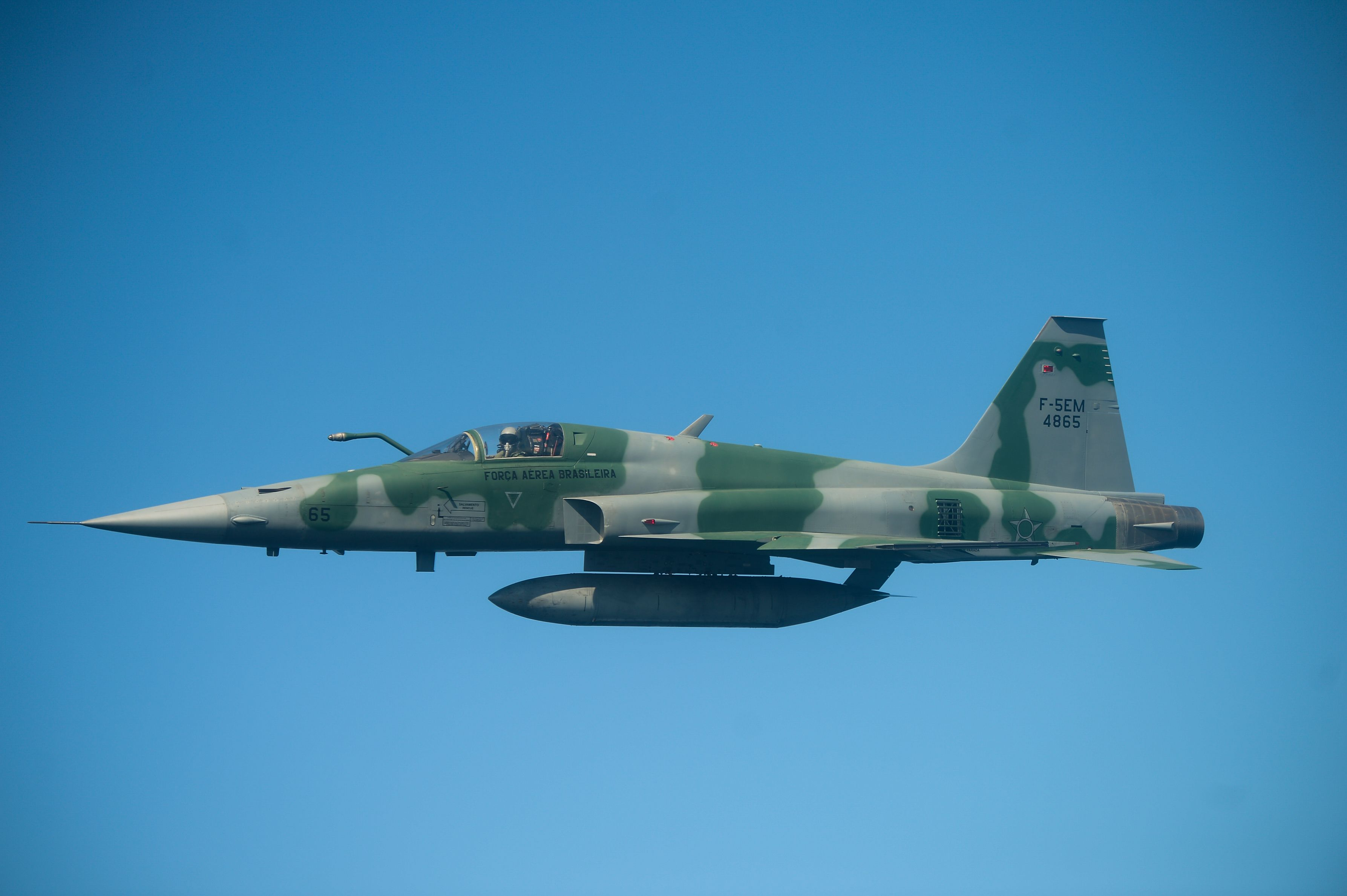
Caça F-5EM Tiger II, que será substituído pelo Gripen NG.

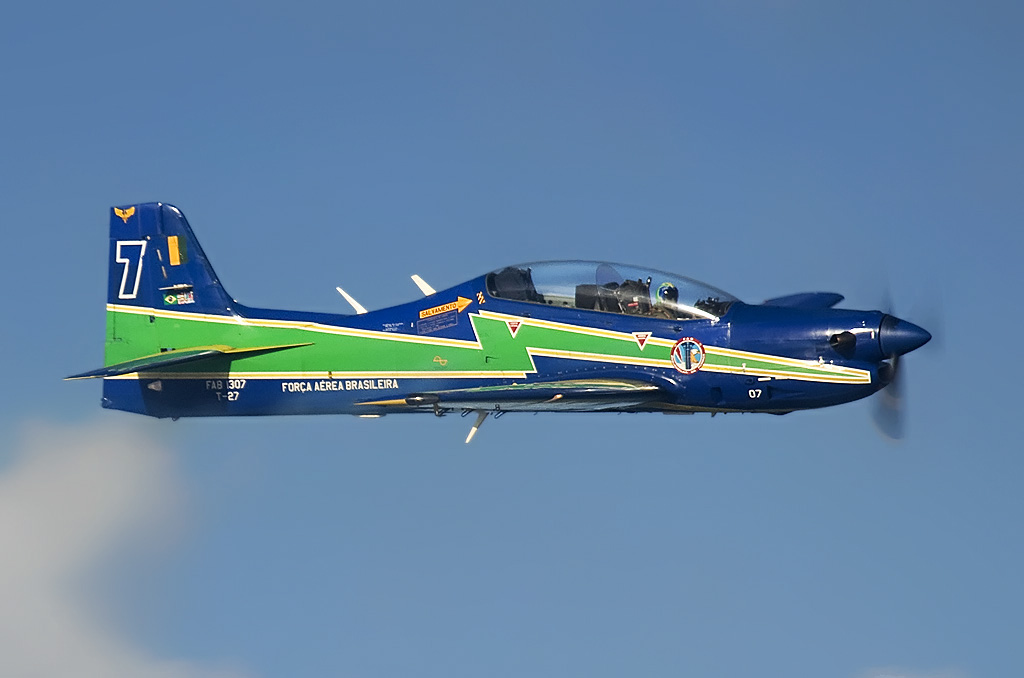
T-27 Tucano da Esquadrilha da Fumaça, que hoje utiliza o A-29 Super Tucano.

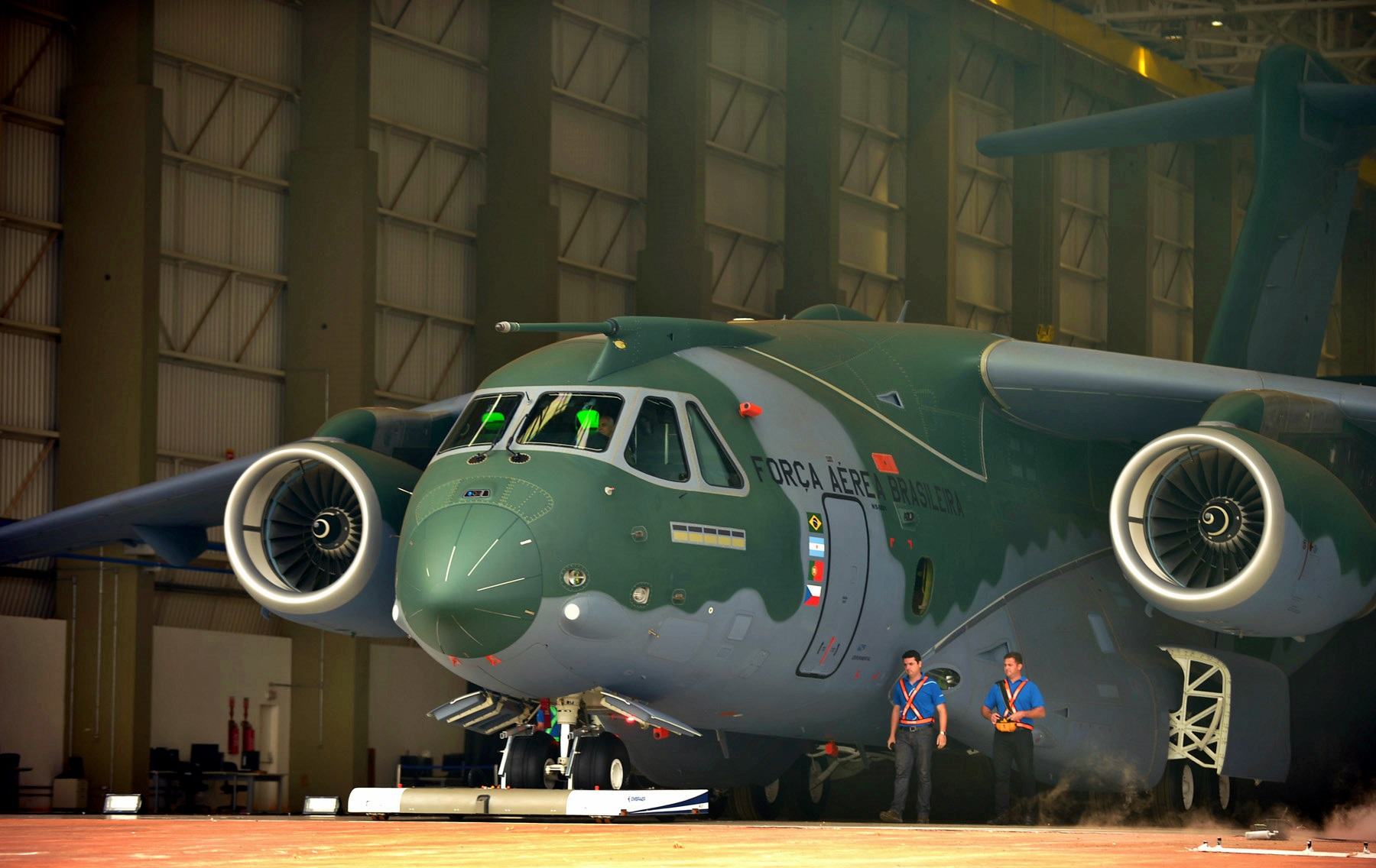
KC-390, o maior avião de transporte militar produzido na América do Sul.

Em 18 de dezembro de 2008, o Presidente da República, Luiz Inácio Lula da Silva, assinou o Decreto nº 6 703, aprovando a Estratégia Nacional de Defesa. O texto busca reafirmar a necessidade de se modernizar as Forças Armadas. O governo brasileiro lançou um pacote de medidas que, em cinco anos, garantiria investimentos no setor equivalentes a 2,5% do PIB brasileiro, um aumento de 75%. Para 2008, 5,6 bilhões de dólares (de um orçamento 24,4 bilhões de dólares deverão ser investidos em novos equipamentos.
O governo brasileiro, através do Centro Técnico Aeroespacial e da Agência Espacial Brasileira está investindo alto em um projeto que beneficiará as três forças armadas brasileiras, os satélites geoestacionários brasileiros, apenas com o projeto, já foram gastos R$ 10 milhões, além de beneficiar diversas áreas civis, o projeto beneficiaria as forças armadas, que passariam a ter mais tecnologia para comunicações seguras e para monitorar o vasto território brasileiro, e este seria um embrião, para futuramente abandonar o sistema GPS estadunidense e criar um próprio sistema de tecnologia nacional. O Brasil é um dos 15 países que mantêm programas espaciais no mundo e o único na América Latina com um programa nesses moldes.
O ministro da defesa Nelson Jobim, coordena uma licitação internacional de R$ 8 bilhões, para aquisição de aeronaves caça de última geração, esta não é uma simples licitação para compra de aeronaves, o governo brasileiro pretende também adquirir a tecnologia necessária para fabricar seus próprios caças, com isto, em caso de conflito, o Brasil não dependerá de importações de aeronaves caça para se defender, terá a tecnologia para fabricá-los no país. As aeronaves que estão na fase final de seleção são a F/A-18E/F Super Hornet da empresa estadunidense Boeing, o Dassault Rafale da empresa francesa Dassault Aviation e o Gripen NG da empresa sueca SAAB.
Já estão em operação na amazônia brasileira, os helicópteros de ataque e missões C-SAR, Mil Mi-35M, designados pela Força Aérea Brasileira como AH-2 Sabre, são helicópteros adquiridos da empresa russa Rosoboronexport, em contrato de US$ 363 milhões firmado em 2008.
Já está concretizado pelo Ministério da Defesa, o negócio com as empresas Eurocopter da França e a brasileira Helibrás, por 1,890 bilhão de euros, para a compra e fabricação no Brasil, com transferência de tecnologia, de 50 helicópteros EC-725 Super Cougar, que estão entre os helicópteros militares de transporte de tropas mais modernos do mundo, também foram adquiridos quinze helicópteros UH-60L Black Hawk já foram encomendados pelo Ministério da Defesa por US$ 525 milhões as empresas estadunidenses Sikorsky Aircraft Corporation e General Electric Engines.
Cem aviões leves de ataque A - 29 Super Tucano já foram entregues, foram adquiridos da empresa brasileira Embraer, esta aeronave é um sucesso de vendas da empresa, e inclusive foi utilizada no ataque da Força Aérea Colombiana a um acampamento do grupo narcoguerrilheiro Forças Armadas Revolucionárias da Colômbia, onde Raúl Reyes, o número 2 na hierarquia do grupo, veio a óbito.
O governo brasileiro, através da Força Aérea Brasileira, está participando em sociedade com as empresas Mectron do Brasil, a sul-africana Denel Aerospace Systems e a Força Aérea Sul-Africana no desenvolvimento e construção do míssil ar-ar A-Darter, projeto estimado em US$ 130 milhões, este míssil equipará os sessenta e oito caças F-5 da Força Aérea Brasileira, e as futuras aeronaves de 5º geração que serão adquiridas em processo licitatório que está em andamento. Além disto, a empresa Mectron desenvolveu para a FAB, outros mísseis, como o MAA-1B Piranha e o míssil antirradiação MAR-1, que foi concebido para atacar radares de sistemas de defesa antiaérea, terrestres e marítimos.
Também está em desenvolvimento pela Embraer, com apoio do governo brasileiro, uma nova aeronave para transporte de tropas, cargas e lançamento de paraquedistas, a ser utilizada pela FAB, o Embraer KC-390, o congresso brasileiro aprovou R$ 800 milhões para a Embraer concluir o projeto, já é considerada pela imprensa especializada como a aeronave mais moderna da categoria, tal aeronave já despertou interesse internacional, e vários países já demonstraram interesse em adquiri-la e até participar no seu desenvolvimento, como a França e a Colômbia.
A Força Aérea adotou o uso dos veículos aéreos não tripulados, conhecidos pela sigla VANT, que são controlados remotamente por militares. E está em fase de testes o VANT Hermes-450 da empresa israelense Elbit, na Base Aérea de Santa Maria. Outras compras e programas já realizados: Programa F-5BR - modernização dos caças F-5 E/F, concluído; Programa CL-X - compra de 12 aeronaves Casa C-295, todos entregues, com possibilidade de adquirir mais 8 unidades; Programa P-X - compra e modernização, ainda em processo, de aeronaves P-3 para patrulha marítima; Compra de 12 caças Mirage 2000, já entregues; Compra de um novo avião presidencial, o Airbus, já entregue; Compra de 2 aviões de transporte VIP, já entregues. A aeronave escolhida foi Embraer 190; Programa AMX-M - O programa iniciado em 2004 e 'liderado' pela Embraer mostrou atividade ao contratar, em novembro de 2008, a Elbit para o desenvolvimento dos aviônicos para modernizar as aeronaves AMX, Deve ser finalizado até 2014.

## Inventário

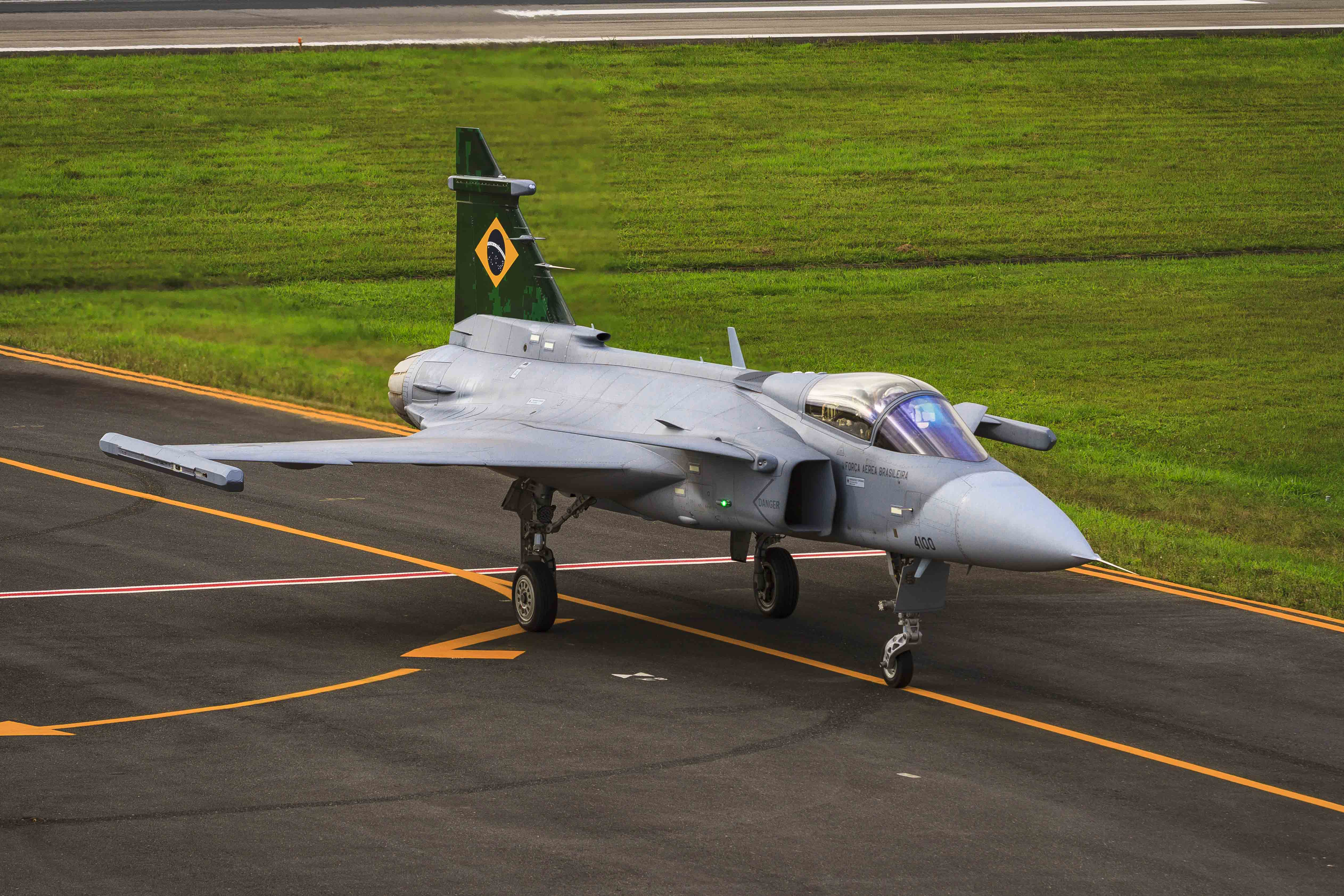
Gripen NG brasileiro, de fabricação sueca.

## Organização e estrutura
A Força Aérea Brasileira é o ramo aeroespacial das forças armadas brasileiras e é administrada pelo Comando da Aeronáutica (Comando da Aeronáutica – COMAer). O COMAer foi criado em 1999[53] e é designado como braço de serviço das Forças Armadas no âmbito do Ministério da Defesa.

### Comandos
O Comando militar da força é exercido pelo Comando da Aeronáutica - COMAER, ao qual estão subordinados três Comandos-Gerais, três departamentos e diversos outros órgãos relacionados com o funcionamento e administração da aviação brasileira, tanto civil como militar, e da pesquisa e desenvolvimento aeroespacial.
- Grandes Comandos: Comando da Aeronáutica (COMAER)
- Comando de Operações Aéreas (COMGAR)
- Estado-Maior da Aeronáutica (EMAER)
- Comando de Preparo (COMPREP)
- Comando de Operações Aeroespaciais (COMAE)
- Comando-Geral de Pessoal (COMGEP)
- Comando-Geral de Apoio (COMGAP)
- Secretaria de Economia, Finanças e Administração da Aeronáutica (SEFA)
- Departamento de Controle do Espaço Aéreo (DECEA)
- Departamento de Ciência e Tecnologia Aeroespacial (DCTA)

### Unidades aéreas
Em níveis de unidade, os "Grupos" geralmente consistem de um a dezesseis "Esquadrões" numerados consecutivamente, cada um com um número variável de aeronaves, geralmente de seis a 12. Formações menores são conhecidas como "Esquadrilhas". De acordo com suas tarefas, um grupo tem uma das seguintes designações:
- Grupo de Defesa Aérea (GDA): caças de defesa aérea. (Jatos de combate);
- Grupo de Transporte (GT): transporte, Reabastecimento de Voo;
- Grupo de Aviação (GAv): caça, ataque, reconhecimento, SAR, asa rotativa;
- Grupo de Aviação de Caça (GAvCa): caça, aviões de ataque;
- Grupo de Transporte de Tropas (GTT): transportes, transporte de tropas, lançamento de paraquedistas;
- Grupo Especial de Inspeção em Voo (GEIV): calibração;
- Grupo Especial de Ensaios de Voo (GEEV): voos de teste;
- Grupo de Transporte Especial (GTE): transporte especial.

As unidades militares da Força Aérea Brasileira são:

 A330 MRTT  KC-390  C-130M  C-105  P-3AM  R-99M & E-99M

 AH-2  UH-60L  EC725
| Localização              | Estado              | ICAO | CODE      | Air Base                                                |
| Anápolis                 | Goiás               | SBAN | ALA2      | Base Aérea de Anápolis                                  |
| Belém                    | Pará                | SBBE | ALA9      | Base Aérea de Belém                                     |
| Boa Vista                | Roraima             | SBBV | ALA7      | Base Aérea de Boa Vista                                 |
| Brasília                 | Federal District    | SBBR | ALA1      | Base Aérea de Brasília                                  |
| Campo Grande             | Mato Grosso do Sul  | SBCG | ALA5      | Base Aérea de Campo Grande                              |
| Canoas                   | Rio Grande do Sul   | SBCO | ALA3      | Base Aérea de Canoas                                    |
| Florianópolis            | Santa Catarina      | SBFL | BAFL      | Base Aérea de Florianópolis                             |
| Fortaleza                | Ceará               | SBFZ | BAFZ      | Base Aérea de Fortaleza                                 |
| Guarulhos                | São Paulo           | SBGR | BASP      | Base Aérea de São Paulo                                 |
| Lagoa Santa              | Minas Gerais        | SBLS | CIAAR     | Centro de Instrução e Adaptação da Aeronáutica          |
| Manaus                   | Amazonas            | SBMN | ALA8      | Base Aérea de Manaus                                    |
| Natal                    | Rio Grande do Norte | SBNT | ALA10     | Base Aérea de Natal                                     |
| Porto Velho              | Rondônia            | SBPV | ALA6      | Base Aérea de Porto Velho                               |
| Recife                   | Pernambuco          | SBRF | BARF      | Base Aérea de Recife                                    |
| Rio de Janeiro           | Rio de Janeiro      | SBGL | ALA11     | Base Aérea do Galeão                                    |
| Rio de Janeiro           | Rio de Janeiro      | SBSC | ALA12     | Base Aérea de Santa Cruz                                |
| Rio de Janeiro           | Rio de Janeiro      | SBAF | BAAF      | Base Aérea dos Afonsos                                  |
| Salvador                 | Bahia               | SBSV | BASV      | Base Aérea de Salvador                                  |
| Santa Maria              | Rio Grande do Sul   | SBSM | ALA4      | Base Aérea de Santa Maria                               |
| Guarujá                  | São Paulo           | SBST | BAST      | Base Aérea de Santos                                    |
| Caravelas                | Bahia               | SBCV | DESTAE-CV | Destacamento da Força Aérea de Caravelas                |
| Macapá                   | Amapá               | SBMQ | DESTAE-MQ | Destacamento da Força Aérea de Macapá                   |
| São Gabriel da Cachoeira | Amazonas            | SBUA | DASG      | Destacamento da Força Aérea de São Gabriel da Cachoeira |
| Guaratinguetá            | São Paulo           | SBGW | EEAR      | Escola de Especialistas de Aeronáutica                  |
| Pirassununga             | São Paulo           | SBYS | AFA       | Academia da Força Aérea Brasileira                      |
| Novo Progresso           | Pará                | SBCC | CPBV      | Campo de Provas Brigadeiro Velloso                      |

### Esquadrão Aeroterrestre de Salvamento

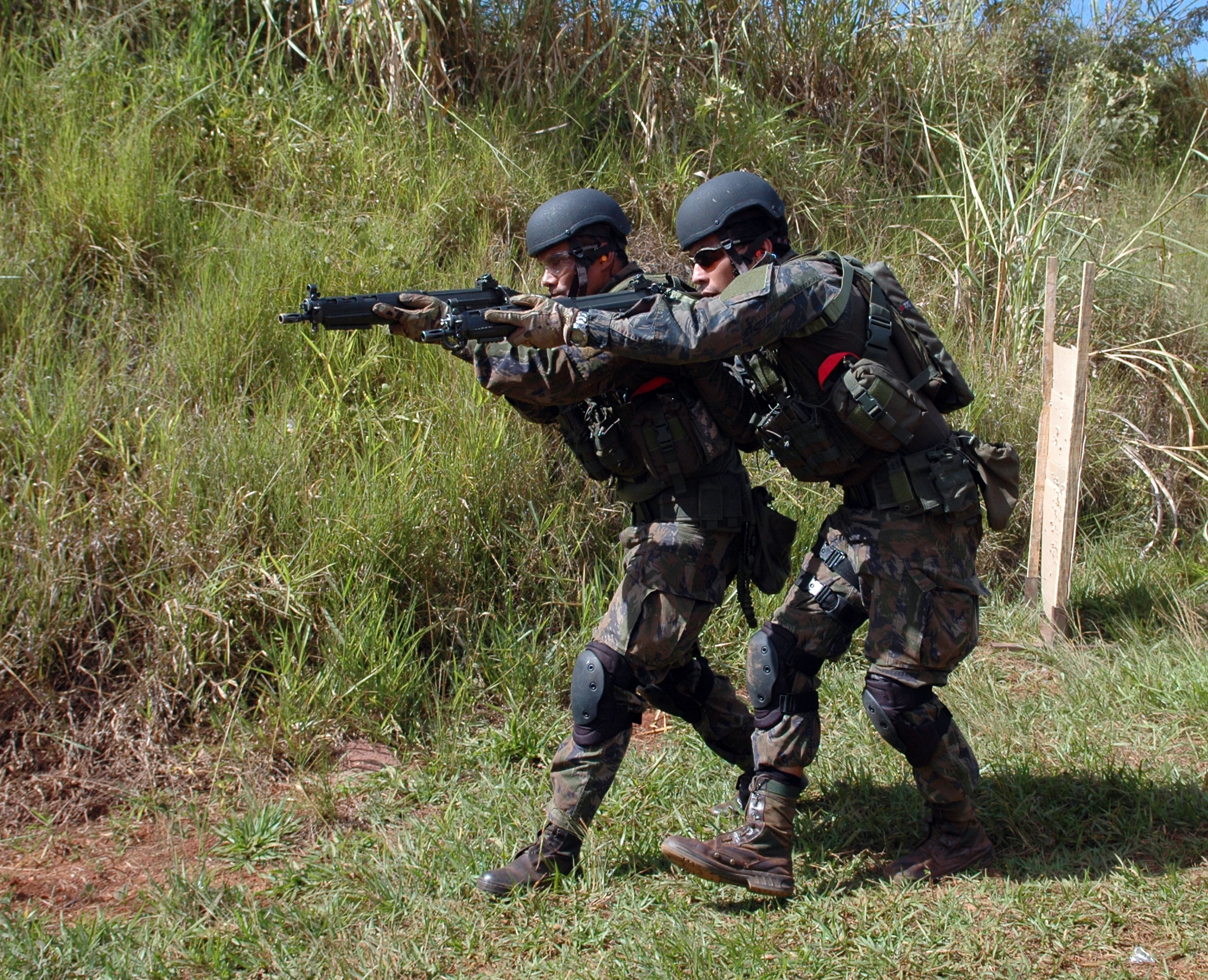
Unidade Para-SAR em exercício de enfrentamento ao terrorismo.

O Esquadrão Aeroterrestre de Salvamento (EAS), mais conhecido como PARA-SAR ('PARA' de paraquedistas, 'SAR' do inglês search and rescue, "busca e salvamento"), é o Esquadrão de emprego operacional FAB, que realiza missões de operações especiais e de busca e resgate, com um efetivo especialista em missões, evasão e resgate em território hostil, próximo ou atrás das linhas inimigas e C-SAR, está baseado na Base Aérea de Campo Grande, Mato Grosso do Sul.

### Infantaria da Aeronáutica
A Infantaria da Aeronáutica, baseada na sua maioria pelos batalhões de infantaria da Aeronáutica, segundo seu regulamento, "tem como missão executar ações convencionais defensivas, ofensivas, e de proteção, a fim de contribuir para o cumprimento da missão constitucional da FAB, preservando equipamentos, instalações e pessoal de interesse da Força Aérea Brasileira".

### Controle do espaço aéreo

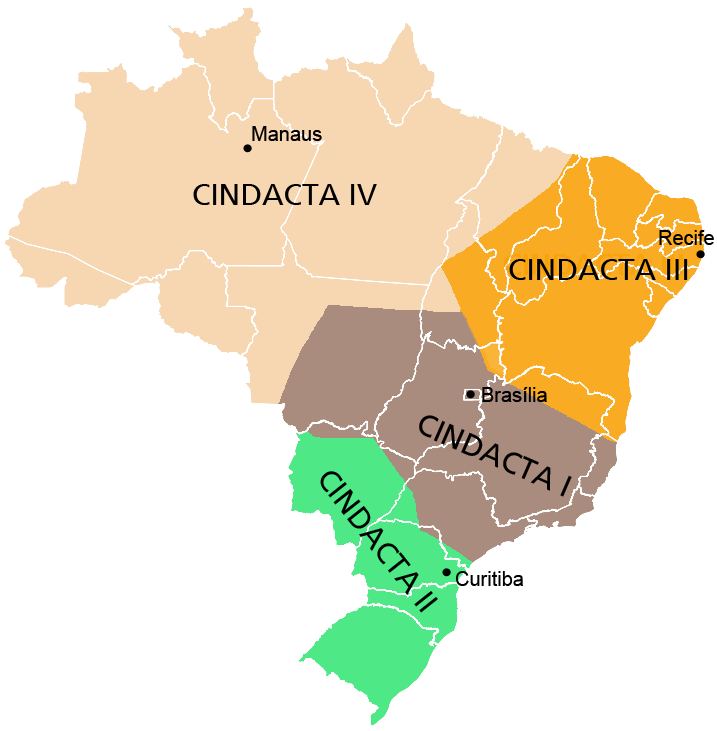
Centros Integrados de Defesa Aérea e Controle de Tráfego Aéreo.

O espaço aéreo é controlado pelo Departamento de Controle do Espaço aéreo (DECEA), através do SISCEAB (Sistema de Controle do Espaço Aéreo Brasileiro), que abrange toda a Circulação Aérea Nacional (CAN). O DECEA exerce sua função por intermédio da atuação de quatro Centros Integrados de Defesa Aérea e Controle de Tráfego Aéreo (CINDACTA), o Centro Regional de Controle do Espaço Aéreo - Sudeste (CRCEA-SE), cinco Centros de Controle de Área (ACC), quarenta e sete Centros de Controle de Aproximação (APP), cinquenta e nove Torres de Controle de Aeródromo (TWR), e ainda setenta e nove Destacamentos de Controle do Espaço Aéreo (DTCEA).

### Ensino e pesquisa
A Força Aérea Brasileira mantém as seguintes instituições de ensino:

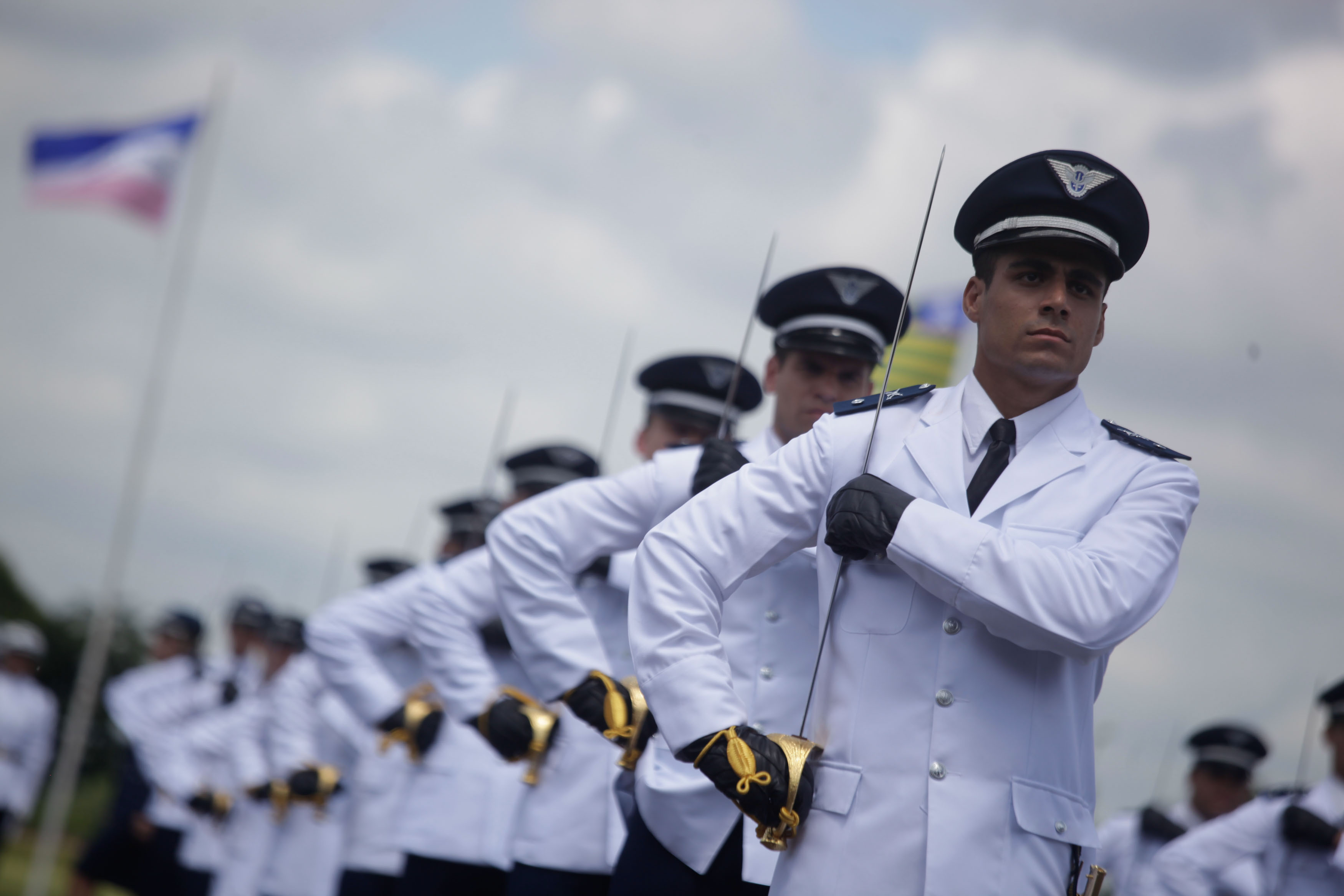
Cerimônia de conclusão do Curso de Formação de Oficiais na Academia da Força Aérea (AFA), em Pirassununga, em São Paulo.

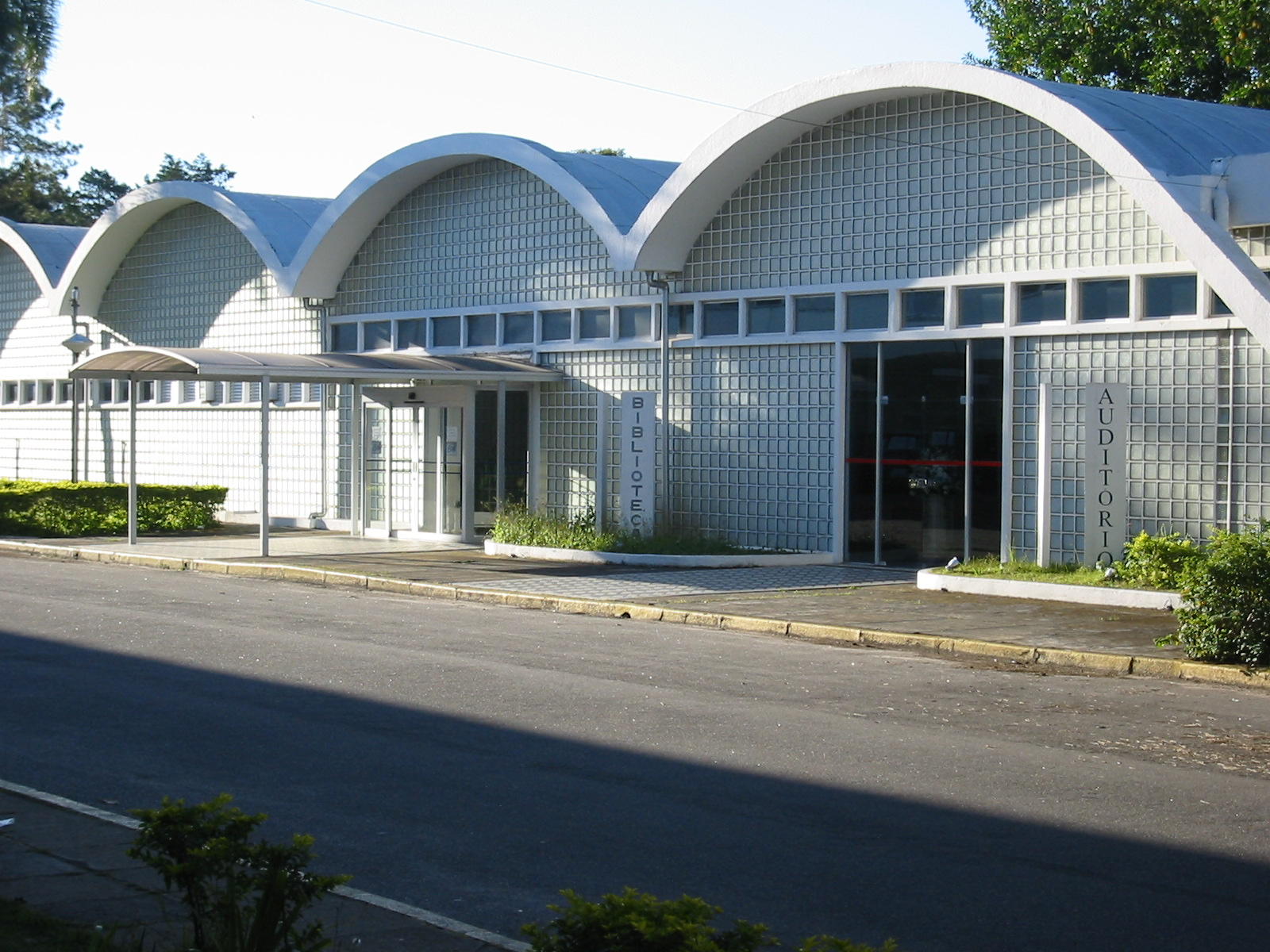
Biblioteca do Instituto Tecnológico de Aeronáutica (ITA), em São José dos Campos, São Paulo.

- Universidade da Força Aérea (UNIFA), sediada no Campo dos Afonsos, berço da aviação militar no Rio de Janeiro (RJ). A universidade foi criada em 1983 com a missão de aperfeiçoar e fortalecer os conhecimentos de oficiais superiores e oficiais-generais da Aeronáutica. Desenvolve cursos de mestrado e doutorado em Ciências Aeroespaciais, além de especializações, estágios e extensões universitárias. Ligada ao Departamento de Ensino da Aeronáutica (DEPENS), a UNIFA engloba a Escola de Comando e Estado-Maior da Aeronáutica (ECEMAR) e a Escola de Aperfeiçoamento de Oficiais da Aeronáutica (EAOAR). Outras importantes organizações militares da Aeronáutica estão sediadas no campus da universidade, entre as quais o Centro de Instrução Especializada da Aeronáutica (CIEAR), o Museu Aeroespacial (MUSAL) e o Instituto de Medicina Aeroespacial (IMAE).[55]

- Academia da Força Aérea (AFA) - Sediada na cidade Pirassununga, Estado de São Paulo, é a Instituição de Ensino Superior que forma oficiais de carreira dos quadros de aviador, intendência e de infantaria da Aeronáutica;[56]
- Escola de Especialistas de Aeronáutica (EEAR) - Escola de preparação de Sargentos especialistas da Aeronáutica. Com sede na cidade de Guaratinguetá, Estado de São Paulo. Forma especialistas em várias áreas, como equipamentos de voo, controle de tráfego aéreo, mecânica de aeronaves, eletrônica, música, enfermagem, infantaria, suprimento, dentre outras. Ao final do curso, que tem duração de dois anos, o aluno é promovido a Terceiro Sargento da Aeronáutica Brasileira.[57]
- Instituto Tecnológico de Aeronáutica (ITA) - Instituição de Ensino Superior, sediado na cidade de São José dos Campos, Estado de São Paulo, que forma Engenheiros militares e civis em diversas especialidades;[58]
- Escola Preparatória de Cadetes do Ar (EPCAr) - Escola de ensino médio, sediada em Barbacena, Minas Gerais, pronta para formar os futuros cadetes aviadores da AFA;[59]
- Centro de Instrução e Adaptação da Aeronáutica (CIAAR) - Instituição especializada na formação de oficiais para a Força Aérea Brasileira, sediada em Lagoa Santa, estado de Minas Gerais. Prepara civis formados em diversas áreas de conhecimento, como pedagogia, direito, medicina, odontologia, farmacologia e engenharia para integrar a FAB. Ministra ainda o curso de Oficiais Especialistas da Aeronáutica e o Estágio de Adaptação ao Oficialato, que preparam graduados da FAB para o oficialato.[60]
- Instituto de Logística da Aeronáutica (ILA) -  é uma unidade de ensino e pesquisa na área de logística militar da FAB, localizada na Base Aérea de São Paulo, na cidade de Guarulhos, estado de São Paulo. Sua principal função é propiciar o desenvolvimento das capacidades técnicas e gerenciais dos recursos humanos do Comando da Aeronáutica, com vistas ao aprimoramento dos sistemas logísticos da FAB.[61]
- Colégio Tenente Rêgo Barros (CRTB), sediado na cidade de Belém, no Estado do Pará. Trata-se de instituição subordinada à Diretoria de Ensino (DIRENS) da Força Aérea Brasileira que atende a mais de mil alunos do Ensino Fundamental e Médio, destinada a atender dependentes de militares da FAB.[62]
- Colégio Brigadeiro Newton Braga (CBNB), sediado na Ilha do Governador, na cidade do Rio de Janeiro, Estado homônimo. Igualmente, trata-se de colégio de Ensino Fundamental e Médio, subordinado à DIRENS, destinado a atender dependentes de militares da FAB. Atualmente com cerca de 1500 alunos.[63]
- Escola Caminho das Estrelas (ECE), com sede na cidade de Alcântara, no Maranhão. A escola foi criada através de uma parceria da FAB com a Agência Espacial Brasileira (AEB). Antes sob o comando de civis, atualmente está subordinada à DIRENS e sob o comando de militares da força. Oferece apenas o Ensino Fundamental I e II, com capacidade para até 400 alunos. Junto com CRTB e o CBNB, compõe o quadro das chamadas "Escolas Assistenciais" da Força Aérea Brasileira.[64]

### Exercícios

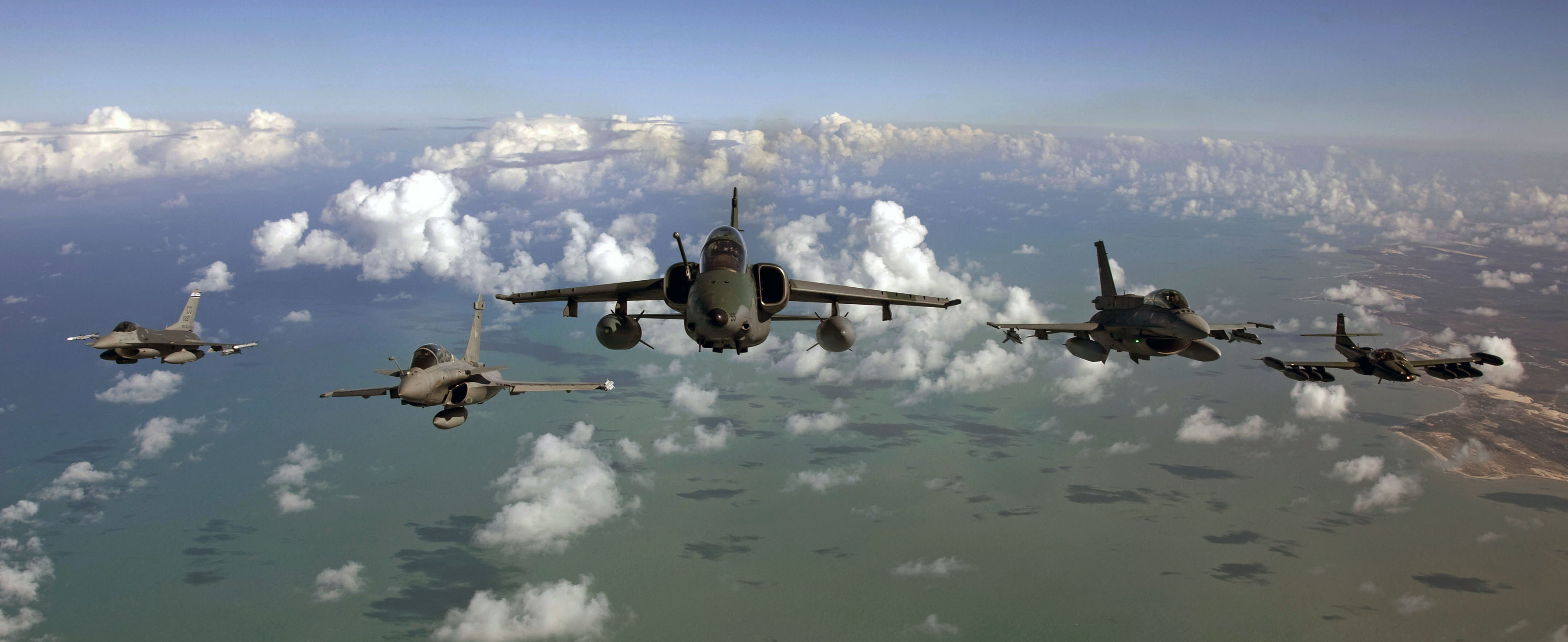
Aeronaves participam do exercício Cruzex na Base Aérea de Natal.

A Força Aérea Brasileira realiza operações aéreas com o objetivo principal de treinar suas tropas e testar seus equipamentos para mantê-los sempre capacitados a oferecer uma pronta-resposta em caso de possíveis acionamentos e necessidades. Os exercícios são de variadas naturezas, visando determinadas metas, e envolvem diversas Unidades. Dependendo da manobra, até mesmo Forças Aéreas de outros países: são as operações conjuntas, que trazem benefícios comuns às nações participantes, além de ajudas humanitárias no Brasil ou no Exterior.